# Рамзес VI
Рамзес VI (Nebmaatre Meryamun Ramesses/Amunherkhepeshef II) е пети фараон от Двадесета династия на Древен Египет. Управлява ок. 1145 – 1137 г. пр.н.е. или 1141 – 1133 г. пр.н.е.

## Произход и управление
Син е на Рамзес III и брат на Рамзес IV.
Рамзес VI идва на власт след предполагаема междуособна война или преврат срещу неговия племенник Рамзес V. Противоречивите свидетелства не позволяват да се установи със сигурност дали Рамзес V е бил детрониран и пленен от чичо си, станал е жертва на убийство, или е умрял в резултат от заболяване, вероятно дребна шарка.
В началото на управлението си Рамзес VI е принуден да воюва срещу нахлулите от запад либийски номади, които плячкосвали земите по поречието на Нил и достигнали на юг до Тива. Гранитна статуя от Карнак представя Рамзес VI като победоносен фараон, сграбчил пленен либиец. След възстановяването на реда е подновена строителната работа в царския некропол (Долина на царете), прекъснала по време на вражеските нападения. Завършена и разширена е гробницата KV9 започната от Рамзес V, който е погребан едва през втората година от управлението на Рамзес VI. Същата гробница е присвоена по-късно от самия Рамзес VI, който е положен там, без да е ясно дали е преместена мумията на племенника му. Той преправя част от надписите с имената и титлите на своя предшественик, изписвайки неговите собствени върху тях.
При властването на Рамзес VI продължава упадъка на централната власт и нараства икономическото влияние на тиванската жреческа каста, установила се като основния земевладелец в Среден и Горен Египет за сметка на фараона. Рамзес VI е последният фараон, чиято власт е засвидетелствана в Синай, където спират да се разработват медните и тюркоазените рудници. Продължава залеза на египетското влияние в Ханаан, последвал инвазията на морските народи по времето на Рамзес III. След близо 8-годишно царуване Рамзес VI умира и е наследен е от неговия син Рамзес VII.

## Погребение на Рамзес VI
Мумията на Рамзес VI, заедно с тази на Рамзес V, е открита през 1898 г. в KV35, гробницата на Аменхотеп II, където е била преместена по времето на 21-ва династия. За разлика от добре запазените останки на неговия предшественик, мумията на Рамзес VI носи очевидни следи от поругаване – главата е отделена от тялото, лицевите кости са счупени, ленените превръзки са разхвърляни.
Първоначалното погребение на Рамзес VI се е намирало в гробница KV9, на метри от KV62, знаменитата гробница на Тутанкамон. Именно това разположение е помогнало погребението на Тутанкамон да остане непокътнато, за разлика от това на Рамзес VI, което е ограбено от мародерите в смутния период няколко десетилетия след смъртта му. Саркофагът принадлежал на Рамзес VI е намерен празен, преобърнат и разбит на парчета. Стенописите в неговата гробница KV9 са добре запазени и се отличават с висока художественост и изтънченост на изображенията.